# انریکو زامپا
انریکو زامپا (انگلیسی: Enrico Zampa؛ زادهٔ ۱۸ مارس ۱۹۹۲) بازیکن فوتبال اهل ایتالیا است.
از باشگاه‌هایی که در آن بازی کرده‌است می‌توان به باشگاه فوتبال تراپانی، باشگاه ورزشی لاتزیو، باشگاه فوتبال سالرنیتانا، و باشگاه فوتبال ترنانا اشاره کرد.
وی همچنین در تیم ملی فوتبال زیر ۲۰ سال ایتالیا بازی کرده‌است.